# Menasheh Idafar
Menasheh Idafar (ur. 13 marca 1991 roku w Londynie) – bahrajńsko-brytyjski kierowca wyścigowy.

## Kariera
Idafar rozpoczął karierę w wyścigach samochodowych w 2006 roku, od startów w Thunder Arabia Middle Eastern Series, gdzie odniósł dwa zwycięstwa. Z dorobkiem 128 punktów uplasował się tam na piątej pozycji w klasyfikacji generalnej. W późniejszych latach Bahrajńczyk pojawiał się także w stawce edycji zimowej Brytyjskiej Formuły Renault BARC, Brytyjskiej Formuły Renault BARC, Brytyjskiej Formuły Renault oraz Brytyjskiej Formuły 3.